# The Sting (album)
The Sting – ósmy album studyjny jamajskiej sekcji rytmicznej Sly & Robbie.
Płyta została wydana w roku 1986 wspólnym nakładem Taxi Records (własnej wytwórni Dunbara i Shakespeare’a) oraz labelu Moving Target Records, będącego oddziałem nowojorskiej wytwórni Celluloid Records. Produkcją nagrań zajęli się Dunbar i Shakespeare.

## Lista utworów
1. "Maxi Taxi"
2. "Stone Wall"
3. "The Entertainer"
4. "The Good, The Bad & The Ugly"
5. "Peter Gunn"
6. "Land Of Rhythm"
7. "Pumping Iron"
8. "Twilight Zone"

## Muzycy
- Robbie Shakespeare - gitara, gitara basowa
- Sly Dunbar - perkusja
- Handel Tucker - keyboard
- Robert Lynn - fortepian, syntezator
- Ronald "Nambo" Robinson - puzon
- Junior "Chico" Chin - trąbka
- Dean Fraser - saksofon
- Tyrone Downie - vocoder